# Gentingsari
Gentingsari is een bestuurslaag in het regentschap Temanggung van de provincie Midden-Java, Indonesië. Gentingsari telt 1134 inwoners (volkstelling 2010).